# آکاشا (کمیک)
آکاشا (به انگلیسی: Akasha) همچنین شناخته‌شده با نام فرعون زنده یک شخصیت خیالی شرور بزرگ در کتاب‌های کامیک منتشر شده توسط مارول کامیکس است. این کاراکتر به دست ریچارد کیس و تاد دیزاگو خلق شده و در مرد-عنکبوتی پرشور شماره ۱۹ام (سپتامبر ۱۹۹۷) معرفی شد.
جدا از کتاب‌های کامیک، شرکت مارول از آکاشا در دیگر کالاهای خود از جمله پوشاک، اسباب‌بازی، ورق بازی، انیمیشن‌های تلویزیونی و بازی‌های رایانه‌ای استفاده کرده‌است.
آکاشا در ابتدا دشمن مرد-عنکبوتی بود و با احمد عبدل همکاری می‌کرد. اما هم‌اکنون در انتقام‌جویان و تحت عمر تونی استارک همکاری می‌کند. این شخصیت تا کنون تنها در ۲ شماره از کتاب‌های کمیک مارول حضور داشته‌است.